# Hököpinge
Hököpinge est une localité suédoise située dans la commune de Vellinge en Scanie.

## Démographie
Sa population était de 1 370 habitants en 2020.